# Karolina Šprem
Karolina Šprem (Varaždin, 25 de Outubro de 1984) é uma tenista profissional croata, em outubro de 2004 chegou ao seu melhor ranking como N. 17 em simples, neste ano representou a Croácia, nos Jogos Olímpicos de Atenas, e teve o melhor desempenho em um Grand Slam, as quartas-de-final em Wimbledon, vencendo Venus Williams, e parando na grama inglesa pela estadunidense Lindsay Davenport.

## WTA finals

### Simples: 3 (0–3)
| Legenda (pre/pos 2010)                       |
| -------------------------------------------- |
| Grand Slam (0–0)                             |
| WTA Tour (0–0)                               |
| Tier I / Premier Mandatory & Premier 5 (0–0) |
| Tier II / Premier (0–0)                      |
| Tier III, IV & V / International (0–3)       |

| Títulos por Piso |
| ---------------- |
| Duro (0–1)       |
| Grama (0–0)      |
| Saibro (0–2)     |
| Carpete (0–0)    |

| Resultado | N. | Data                    | Torneio            | Piso        | Oponente           | Placar             |
| --------- | -- | ----------------------- | ------------------ | ----------- | ------------------ | ------------------ |
| Vice      | 1. | 24 Maio 2003            | Strasbourg, França | Saibro      | Silvia Farina Elia | 3–6, 6–4, 4–6      |
| Vice      | 2. | 14 Junho 2003           | Vienna, Áustria    | Saibro      | Paola Suárez       | 6–7(0–7), 6–2, 4–6 |
| Vice      | 3. | 25 de Setembro de 20054 | Kolkata, Índia     | Duro Indoor | Anastasia Myskina  | 2–6, 2–6           |

## Ligações Externas
- Perfil na WTA